# Musenberg

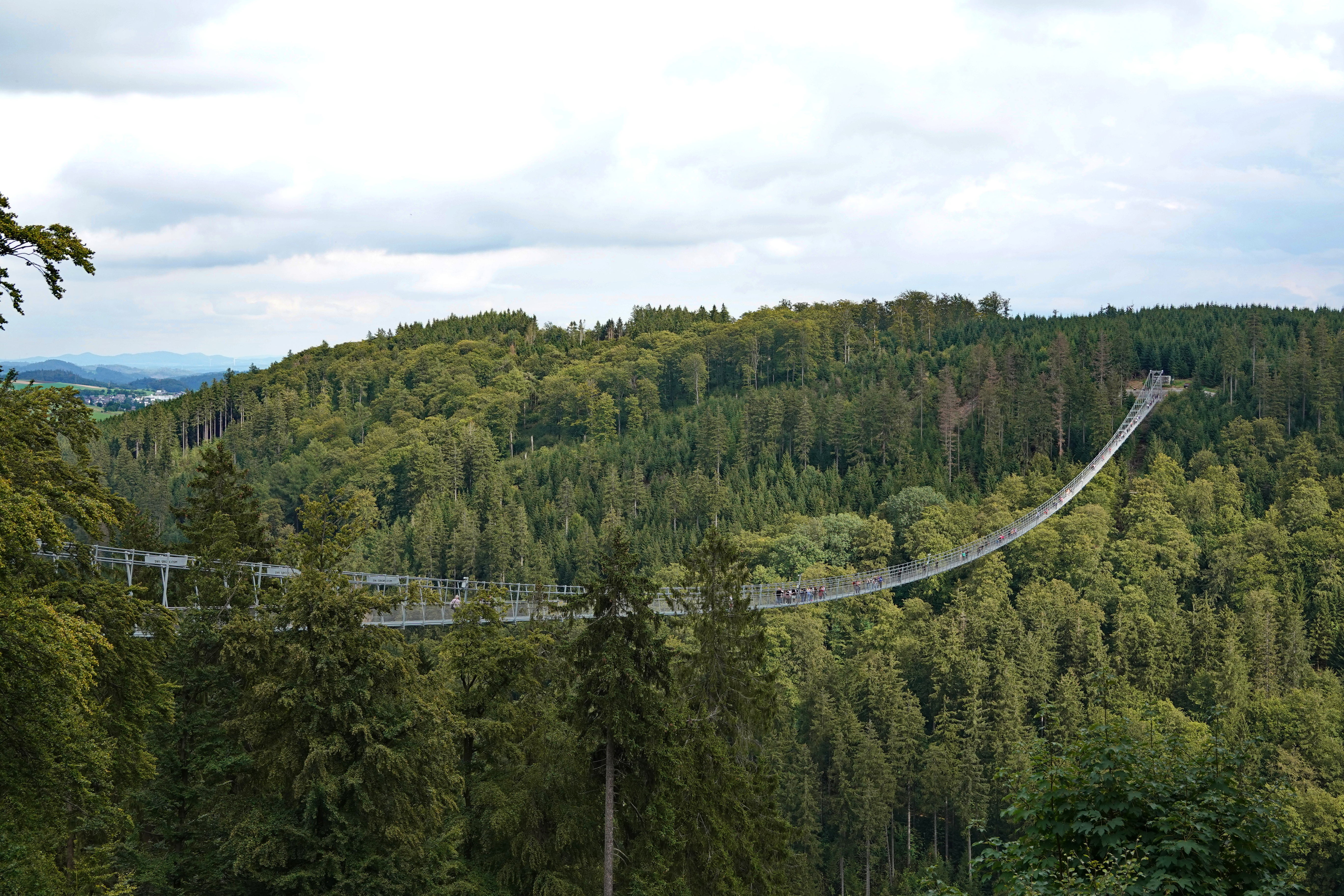
Blick zum Musenberg (vom Mühlenkopf aus) mit dem Skywalk

Der Musenberg bei Stryck im Upland ist ein 738 m ü. NHN hoher Berg des Rothaargebirges im nordhessischen Landkreis Waldeck-Frankenberg (Deutschland).
Seit seiner Eröffnung im Jahr 2023 läuft der Skywalk Willingen vom Musenberg zum Mühlenkopf.

## Geographie

### Lage
Der Musenberg liegt im Nordostteil des Rothaargebirges im Naturpark Diemelsee. Sein Gipfel erhebt sich etwa 3,5 km südlich der Kernstadt von Willingen und 1,5 km (jeweils Luftlinie) südwestlich des Willinger Ortsteils Stryck.

### Naturräumliche Zuordnung
Der Musenberg gehört in der naturräumlichen Haupteinheitengruppe Süderbergland (Nr. 33) in der Haupteinheit Rothaargebirge (mit Hochsauerland) (333) und in der Untereinheit Winterberger Hochland (333.5) zum Naturraum Langenberg (333.58). Die Landschaft fällt nach Nordosten in den zur Untereinheit Upland (333.9) zählenden Naturraum Inneres Upland (333.90) ab.